# Klemens Großimlinghaus
Klemens Großimlinghaus (Krefeld, 6 de desembre de 1941 - Krefeld, 27 de juny de 1991) va ser un ciclista alemany, que fou professional des del 1964 fins al 1968. Va combinar tant el ciclisme en pista com la ruta.

## Palmarès
- 1963
  -  Campió d'Alemanya en persecució per equips
- 1965
  - 1r als Sis dies de Mont-real (amb Klaus Bugdahl)
- 1967
  -  Campió d'Alemanya en Madison
  -  Campió d'Alemanya en Òmnium

### Resultats al Tour de França
- 1968. Fora de temps (3a etapa)